# Minna Peschka-Leutner

Minna Peschka-Leutner

Minna Peschka-Leutner, geborene Minna von Leutner, (* 25. Oktober 1839 in Wien; † 12. Jänner 1890 in Wiesbaden) war eine österreichische Opernsängerin (Sopran).

## Leben

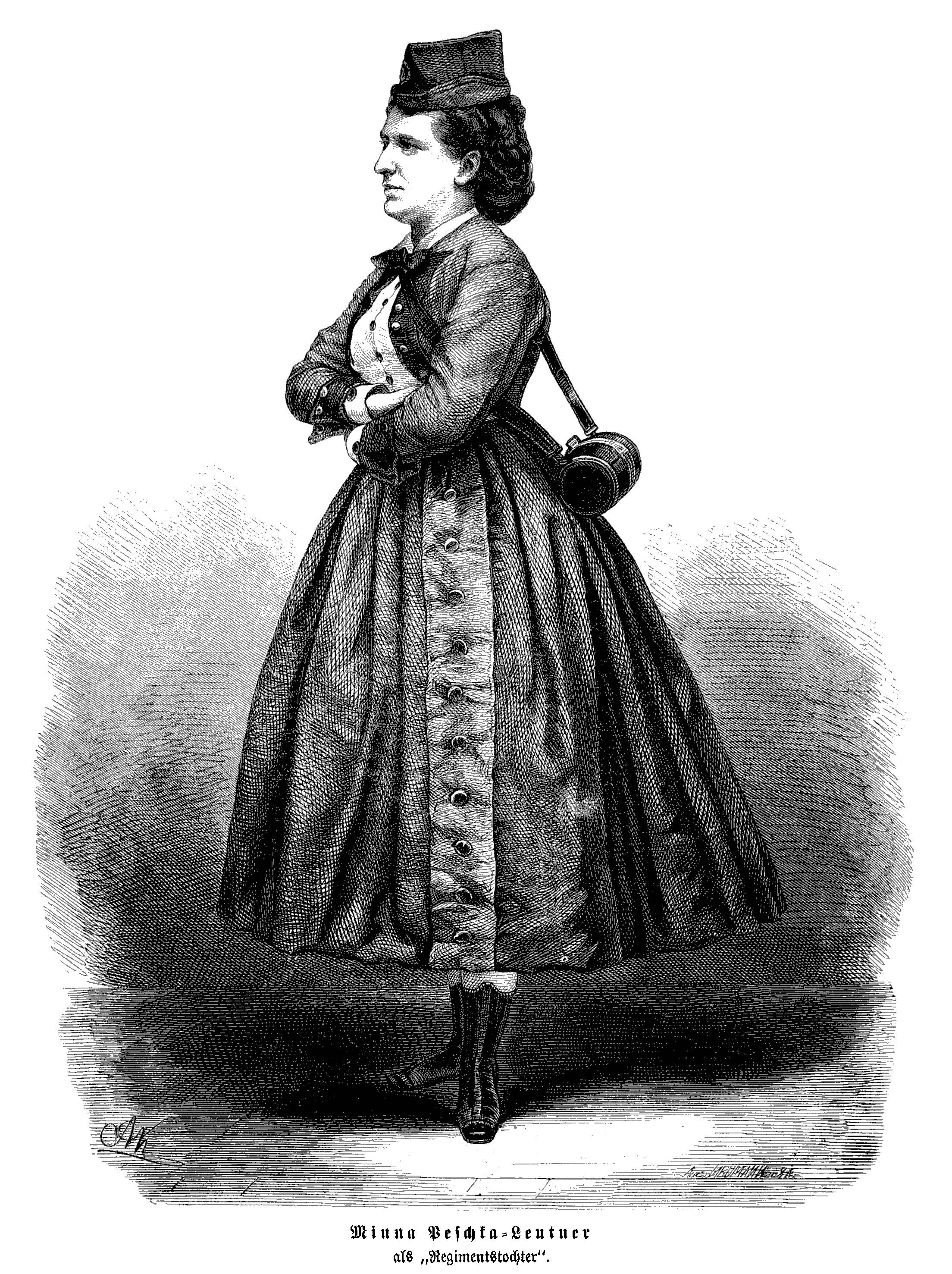
Als „Regimentstochter“ (1872 in der Zeitschrift Die Gartenlaube)

Minna von Leutner wurde von Heinrich Proch für die Oper ausgebildet. 1856 begann sie ihre Karriere in Breslau und wurde später Mitglied des Hoftheaters in Dessau.
1861 heiratete sie den Wiener Arzt Johann Peschka. 1865 hatte die Peschka-Leutner ein Engagement in Darmstadt, von 1868 bis 1876 am Leipziger Stadttheater, bis 1883 war sie in Köln und danach in Hamburg. 1887 zog sie sich von der Bühne zurück.
Durch ihre außergewöhnliche Koloraturfertigkeit erreichte Minna Peschke-Leutner internationalen Ruhm, der sie 1872 und 1881 zu Gastreisen bis nach Amerika führte.